# Poręba Wielka (powiat Limanowski)
Poręba Wielka is een dorp in de Poolse woiwodschap Klein-Polen. De plaats maakt deel uit van de gemeente Niedźwiedź en telt 2100 inwoners.